# Congrès de Liévin
Le Congrès de Liévin est le 70e congrès ordinaire du Parti socialiste qui s'est tenu les 18, 19 et 20 novembre 1994.

## Contexte
Après les élections européennes de 1994 où la liste conduite par Michel Rocard n'obtient que 14,6 %, ce dernier alors premier secrétaire du PS est désavoué par le Conseil national de la Villette tenu le 19 juin 1994 (88 pour, 129 contre, 48 abstentions). Michel Rocard est congédié.
Henri Emmanuelli est élu Premier secraitaire, à titre provisoire, après avoir battu son seul concurrent, le jospiniste Dominique Strauss-Kahn (140 voix contre 64), avec l'appui des fabiusiens, des poperenistes et de la Gauche socialiste. Fustigeant les "inconvenantes révolutions de palais", Lionel Jospin s'est abstenu lors du vote.

## Listes des contributions générales déposées
La phase des contributions générales et thématiques précède celle des motions. Elle permet de faire valoir des idées de groupe qui se rassemblent lors de celles des motions, beaucoup moins nombreuses. 
Quarante-et-une contributions générales sont déposées dont les principales sont :
- Être socialiste : présentée par Henri Emmanuelli, soutenue par Laurent Fabius, Jean Poperen et la Gauche socialiste (Julien Dray, Marie-Noëlle Lienemann, Jean-Luc Mélenchon).
- Propositions : présentée par Lionel Jospin.
- Quelques propositions pour un congrès (peut-être) utile : présentée par Daniel Percheron et la fédération du Pas-de-Calais.
- État d'urgence : présentée par Ségolène Royal, Jean-Yves Le Déaut, Jean-Pierre Balligand, Christian Bataille, François Hollande.
- Un projet de gauche pour la France : présentée par Pierre Mauroy et Martine Aubry, soutenue par des jospinistes (Jean-Christophe Cambadélis, Pierre Moscovici, Dominique Strauss-Khan) et des rocardiens (Michel Destot, Alain Bergounioux, Claude Évin) ou encore Jean-Marie Bockel.
- Retrouver notre âme : présentée par Yvette Roudy.
- Unité dans la clarté : présentée par Louis Mermaz, Roland Dumas, Richard Ferrand, Louis Mexandeau, André Vallini.
- Les voies de la gauche : présentée par Jean-Claude Boulard.
- Pour un nouveau départ : présentée par Gérard Fuchs.
- L'avenir dure longtemps : présentée par Vincent Peillon.
- Le congrès des États généraux pour le parti de la transformation sociale : présentée par Michel Delebarre et la fédération du Nord.
- Urgences pour l'avenir : présentée par des jeunes rocardiens comme Christophe Clergeau, Christophe Castaner, Olivier Faure ou Benoît Hamon.

## Congrès
Dans une situation de crise pour le PS, après sa très grave défaite aux élections européennes de 1994, deux motions sont soumises à la discussion et au vote des militants, :
- Motion 1 - « Être socialiste », présentée par Henri Emmanuelli, recueille 92,15 % des suffrages ;
- Motion 2 - « Agir en socialistes », présentée par Vincent Peillon, recueille 7,85 % des suffrages.

Henri Emmanuelli est soutenu par une motion qui regroupe la quasi-intégralité des courants du PS, qui sont d'accord sur peu de choses, sauf de ne pas s'affronter. Avec Emmanuelli, le PS renoue avec des accents « à gauche toute » comme 10-15 ans auparavant. 
À l'issue du congrès, Henri Emmanuelli est élu Premier secrétaire par les délégués au congrès et obtient plus de 87 % des voix.
Le parti relève la tête, mais déjà s'avance le débat sur les candidatures à la présidentielle de 1995, où Lionel Jospin le devance. Emmanuelli, comme la grand majorité des militants, encourage la candidature de Jacques Delors, en tête dans les sondages, l'appelant à « faire son devoir ». Delors renonce quelques semaines plus tard, au grand dam du PS.
Une primaire interne est alors organisée en février 1995 afin de choisir le candidat socialiste à la succession de François Mitterrand.

## Composition de la nouvelle direction

### Conseil national
Le conseil national exécute et fait exécuter la motion d'orientation majoritairement adoptée par le congrès. Il constitue en quelque sorte le parlement interne du parti, car il est le reflet direct de la réalité des sensibilités et des courants du PS. Il est composé de 204 membres élus lors du congrès, des 102 premiers secrétaires fédéraux et de 102 représentants du « quart sociétal » :
- 188 représentants de la motion 1 (Emmanuelli - Fabius - Poperen - Gauche socialiste - Mauroy - Jospin)
- 16 représentants de la motion 2 (Peillon)

Le nouveau conseil national, présidé par Ségolène Royal, désigne les membres du Bureau national et du Secrétariat national.

### Bureau national
Le bureau national assure l'administration et la direction du parti dans le cadre des attributions que lui délègue le comité directeur. Ses membres sont désignés selon les mêmes procédures que les membres du comité directeur :
- 48 membres issus de la motion 1, répartis selon les différents courants[10] : 
  - 36 de « l'axe majoritaire »
    - 12 « fabusiens » : Claude Bartolone, Pervenche Berès, François Bernardini, Alain Claeys, Pascale Crozon, Alain Le Vern, Didier Mathus, Elisabeth Mitterrand, Daniel Percheron, Jean-Claude Perez, Paul Quilès et Henri Weber ;
    - 9 « emmanuellistes » : Henri Emmanuelli, Jean-Marc Ayrault, Jean-Pierre Bel, Georges Frêche, Gérard Fuchs, Jean Glavany, André Laignel, Jean-Pierre Masseret et Véronique Neiertz ;
    - 5 « poperénistes » : Jean Poperen, Philippe Bassinet, Jean-Louis Cottigny, Michel Debout et Marie-Thérèse Mutin ;
    - 4 « jospinistes » : Lionel Jospin, Sylvie Guillaume, René Mangin et Daniel Vaillant ;
    - 3 Gauche socialiste : Julien Dray, Marie-Noëlle Lienemann et Jean-Luc Mélenchon ;
    - 3 « mermaziens » : Louis Mermaz, Claude Fleutiaux et Louis Mexandeau ;
    - 3 « deloristes » : Frédérique Bredin, François Hollande et Ségolène Royal.

  - 12 du « pôle rénovateur »
    - 5 « rocardiens » : Michèle André, Alain Bergounioux, Claude Evin, Jean-Pierre Sueur et Manuel Valls.
    - 4 « jospinistes » : Jean-Christophe Cambadélis, Pierre Moscovici, Henri Nallet et Michèle Sabban ;
    - 3 « mauroyistes » : Pierre Mauroy, Geneviève Domenach-Chich et Bernard Roman.
- 4 membres issus de la motion 2 : Vincent Peillon, Christophe Clergeau, Bernadette Merchez et Christine Priotto.

### Secrétariat national
Les membres du secrétariat national sont élus par le comité directeur sur proposition du premier secrétaire. Ils ont la charge de la mise en œuvre des décisions prises par le comité directeur et le bureau national. Le secrétariat national, assure ainsi la gestion du parti.
- Premier secrétaire : Henri Emmanuelli
  - Secrétaire national adjoint chargé de la coordination : Didier Guillaume
  - Secrétaire national auprès du premier secrétaire : Jean-Luc Mélenchon
  - Secrétaire national auprès du premier secrétaire : Daniel Vaillant
- Secrétaire nationale aux femmes et à la mixité : Michèle André
- Secrétaire national aux élections : Claude Bartolone
- Secrétaire national aux fédération : Jean-Pierre Bel
- Secrétaire nationale à la coopération et au développement : Pervenche Berès
- Secrétaire nationale à la Culture : Frédérique Bredin
- Secrétaire national à la trésorerie : Alain Claeys
- Secrétaire national aux entreprises : Jean-Louis Cottigny
- Secrétaire nationale au monde coopératif : Yvette Davant
- Secrétaire national aux affaires sociales : Michel Debout
- Secrétaire national aux études et au programme : Julien Dray
- Secrétaire national à la communication et à la presse, porte-parole : Jean Glavany
- Secrétaire nationale aux problèmes de société  : Sylvie Guillaume
- Secrétaire national aux affaires économiques :  François Hollande
- Secrétaire national à l'environnement et au cadre de vie : Claude Fleutiaux
- Secrétaire national aux relations internationales : Gérard Fuchs
- Secrétaire nationale à l'insertion et à la politique de la ville : Marie-Noëlle Lienemann
- Secrétaire national aux relations extérieures : Jean-Pierre Masseret
- Secrétaire nationale à la politique familiale : Véronique Neiertz
- Secrétaire nationale aux droits de l'Homme : George Pau-Langevin
- Secrétaire national au développement du Parti : Daniel Percheron
- Secrétaire national au réformes internes : Bernard Roman
- Secrétaire nationale à la vie associative : Isabelle Thomas
- Secrétaire national à l'éducation et à la formation : Henri Weber
- Présidente du conseil national : Ségolène Royal